# Peter Tuchman
 (août 2025).
Pour les articles homonymes, voir Tuchman.
Peter Michael Tuchman (né en 1957) est un trader de la Bourse de New York (NYSE). Il est surnommé « l'Einstein de Wall Street » en raison de sa coiffure et « trader le plus photographié de Wall Street », en raison des nombreuses photos de réactions qui sont prises de lui lorsque les marchés sont très volatils,.

## Jeunesse
Les parents de Peter Tuchman sont d'origine juive. Sa mère, Shoshana Itzkovich, est née en Hongrie. Son père, Marcel Tuchman (1921-2017), est né en Pologne. Les parents de Tuchman se sont rencontrés dans un camp de personnes déplacées après la Seconde Guerre mondiale.
Après la guerre, Marcel Tuchman et trente survivants ont postulé à la faculté de médecine de l'université de Heidelberg. Ils faisaient partie du premier groupe d'étudiants juifs admis dans une faculté de médecine allemande dans l'Allemagne post-nazie. Il est resté en Allemagne jusqu'en 1949 pour terminer ses études, puis s'est installé aux États-Unis pour un internat à l'hôpital Bellevue. Il exerce la médecine aux États-Unis de 1950 à 2017.
C'est donc aux États-Unis, dans le quartier de l'Upper West Side de New York que Peter Tuchman nait et grandit avec son frère aîné Jeffrey Tuchman.

## Éducation et carrière professionnelle
Tuchman a obtenu son diplôme  de l'Université du Massachusetts, où il a étudié l'économie et l'agriculture.
Grâce à un patient de son père, qui dirigeait une société de courtage, Tuchman a obtenu un emploi d'été à partir du 23 mai 1985, comme télétypiste à la Bourse de New York. Il y travaille depuis lors.
En 2011, Tuchman a rejoint la société de courtage Quattro Securities.
La plus grosse transaction de Tuchman a porté sur 10 millions d'actions. Il affirme que chaque jour, il peut négocier des actions d'une valeur de plusieurs centaines de millions de dollars.
Tuchman n'est pas un adepte du e-trading. Il a déclaré à BuzzFeed News : « Nous ne sommes pas devenus plus productifs, et la nouvelle technologie n'a rien de productif, à mon avis. Il y avait beaucoup plus de communication, de transparence et de volume à l'époque. »

## Reconnaissance
Le visage de Tuchman est largement reconnue pour son lien avec l'actualité boursière. Tuchman a un visage très expressif, ce qui en fait un sujet de choix pour illustrer des articles d'actualité financière. Sa photo est souvent choisie pour les actualités de Wall Street, notamment les jours de volatilité des marchés. La journaliste Erin Burnett a contribué à le rendre plus célèbre en le surnommant l'« Einstein de Wall Street » du fait de sa ressemblance capillaire avec le théoricien de la relativité,,.
Tuchman a été appelé :
- « Le trader le plus photographié de Wall Street »[8],[12]
- « Le trader boursier le plus célèbre de Wall Street »[13]
- « Le courtier en valeurs mobilières le plus emblématique du NYSE »[14]
- « La personne la plus photographiée du NYSE »[15]
- « Le courtier le plus photographié de Wall Street »[16]
- « Le courtier le plus reconnaissable de la Bourse de New York »[17]

## Vie personnelle
Tuchman était marié à Lise Zumwalt Tuchman, cinéaste et productrice, jusqu'à son décès en 2023,,. Ensemble, ils ont eu deux enfants, Benjamin et Lucy.
Son frère, Jeffrey Tuchman, était un réalisateur de documentaires primé. Lorsque son frère est décédé en 2017 à l'âge de 62 ans, il travaillait sur un documentaire à propos du témoignage de leur père lors d'un procès pour crimes de guerre,.
Bien qu'il travaille dans le secteur boursier depuis 34 ans, Tuchman affirme qu'il n'a jamais possédé d'actions et que s'il devait se soucier de ses propres profits et pertes, il ne pourrait pas se concentrer sur le bien-être de ses clients.
En mars 2020, Tuchman a contracté le coronavirus. Auparavant, deux personnes travaillant à la Bourse de New York avaient été testées positives au virus.